# خاتسونوب
خاتسونوب (به لاتین: Khatsunob) یک منطقهٔ مسکونی در روسیه است که در داغستان واقع شده‌است.